# 海尔格兰大桥
海尔格兰大桥（挪威語：Helgelandsbrua）是位于挪威诺尔兰郡的一座公路斜拉桥，跨越雷尔峡湾，连接阿尔斯腾岛与大陆，岛上的桑內舍恩镇就处在大桥的西南端。
海尔格兰大桥由霍尔格·S·斯文森（Holger S. Svensson）设计。大桥建设开始于1989年，1991年7月正式开通，造价为2亿挪威克朗。大桥在2005年6月23日之前是一座收费桥梁。
大桥全长1,065（3,494英尺），由12跨组成，其中主跨425（1,394英尺），两个边跨各为177.5（582英尺）。桥下最大净空高度43.5（143英尺），净空宽度80（260英尺），桥基础深入海平面以下31（102英尺）。两岸引桥分别长182.25（597.9英尺）和102.5（336英尺），主桥桥面宽度11.95（39.2英尺），厚度1.2（3英尺11英寸）。
桥址所在的区域位于北大西洋的挪威海岸附近，并紧临蜿蜒起伏的山脉，所以这里是一个极其严酷的强风区域。桥面的设计阵风速度达到70米/秒，这对桥梁工程师和承建商来说都是一个挑战。大桥采用预应力钢筋混凝土和钢缆建成。

## 图集

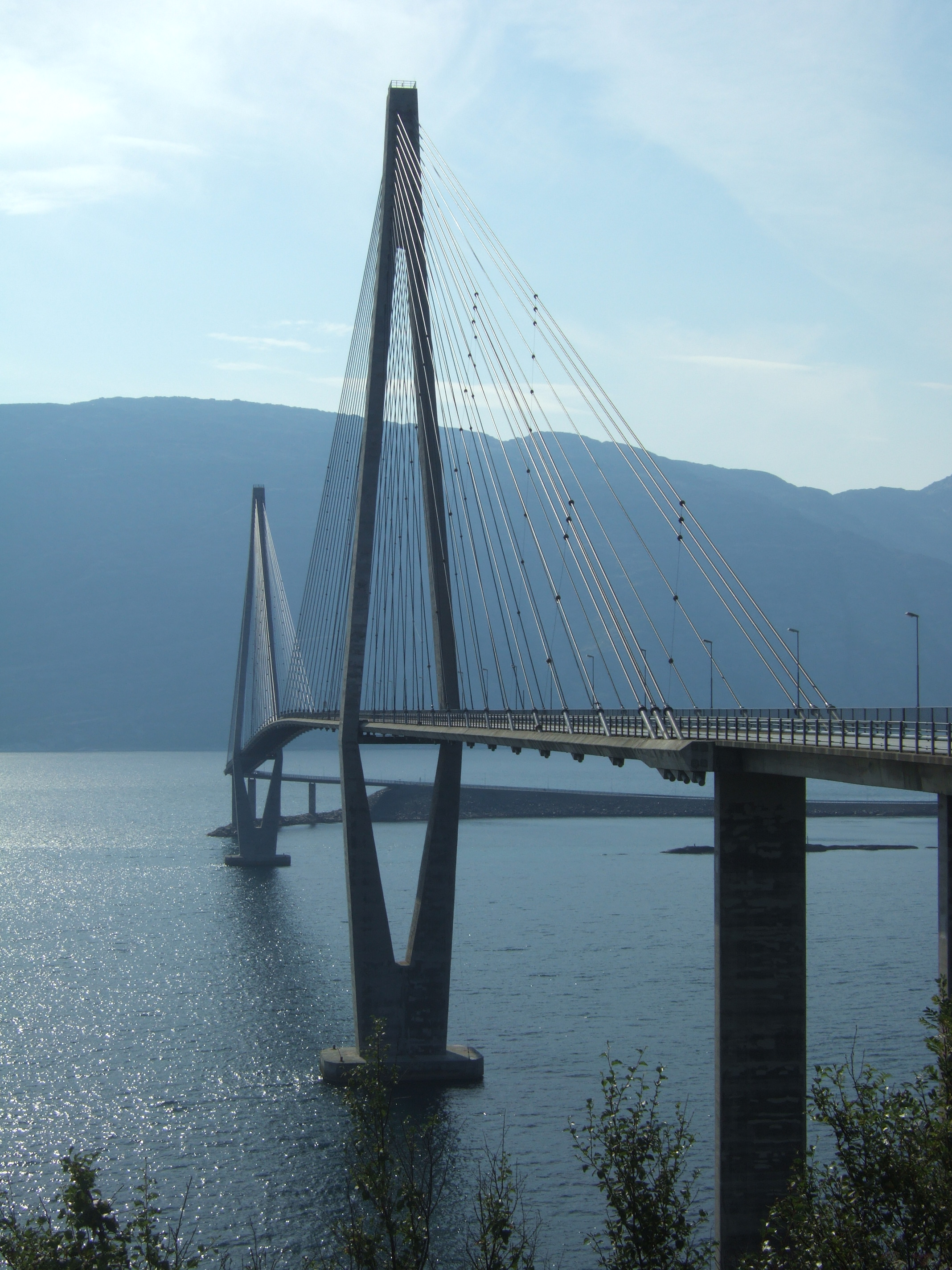
大桥连接阿尔斯腾岛与大陆
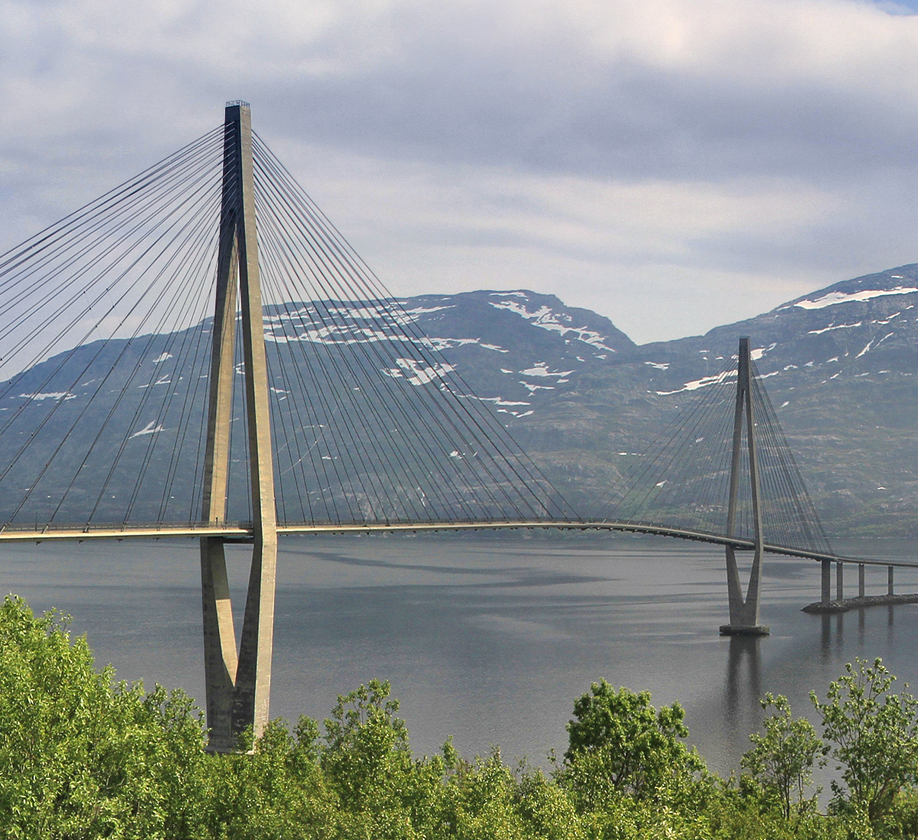
主桥